# Eija Hyytiäinen
Eija Hyytiäinen, född 4 januari 1961 i Saarijärvi, är en finländsk före detta  längdskidåkare som tävlade under 1980-talet. Hon ingick i det finländska lag som tog OS-brons i stafett i Sarajevo 1984.